# Paralacydes ramosa
Paralacydes ramosa är en fjärilsart som beskrevs av George Francis Hampson 1907. Paralacydes ramosa ingår i släktet Paralacydes och familjen björnspinnare. Inga underarter finns listade i Catalogue of Life.